# Ondavské Matiašovce
Ondavské Matiašovce est un village de Slovaquie situé dans la région de Prešov.

## Histoire
Première mention écrite du village en 1363.

## Démographie

### Évolution de la population
| Année:               | 1994. | 2004.   | 2014.   | 2024.   |
| -------------------- | ----- | ------- | ------- | ------- |
| Nombre de personnes: | 753   | 811     | 825     | 803     |
| Différence:          |       | +7,70 % | +1,72 % | -2,66 % |

| Année:               | 2023. | 2024.   |
| -------------------- | ----- | ------- |
| Nombre de personnes: | 799   | 803     |
| Différence:          |       | +0,50 % |